# SQL Slammer
Slammer oder SQL-Slammer ist der Name eines Computerwurms, der einen ungepatchten Microsoft SQL Server 2000 befallen kann. Er begann am 25. Januar 2003, sich zu verbreiten, und infizierte innerhalb einer halben Stunde 75.000 Opfer, den Großteil davon in den ersten 10 Minuten. Der SQL-Slammer nutzt zwei Pufferüberläufe. Microsoft hatte schon ein halbes Jahr davor einen Patch veröffentlicht, der allerdings auf vielen Systemen nicht installiert war. Das Besondere an diesem Wurm ist, dass er aus einem einzigen UDP-Paket mit nur 376 Bytes besteht, was für seine enorme Verbreitungsgeschwindigkeit sorgte. Der Wurm war so klein, dass er keinen Code enthielt, um sich selbst auf die Festplatte eines infizierten Rechners zu schreiben – er existierte nur im Arbeitsspeicher. Zudem enthielt der Wurm an sich keine Payload – das Einzige, was der Wurm tun konnte, war, Kopien von sich selbst an zufällig generierte IP-Adressen zu versenden.
Im November 2004 wurden zwei Mitglieder der Virenschreibergruppe 29A von der Polizei zur Verbreitung des Wurms befragt.

## Aliasse
In einigen Quellen wird der Wurm auch Sapphire, MS-SQL Slammer, WORM_SQLP1434.A, SQL Hell oder Helkern genannt.

## Auswirkungen
Nach einem Bericht der Nuclear Regulatory Commission der USA drang noch im Januar 2003 der Wurm über eine ungesicherte Leitung in das IT-System des Davis-Besse Atomkraftwerks in Ohio ein und legte das Sicherheitssystem für fast fünf Stunden lahm.